# Кристианстед (национальный исторический объект)
Кристианстед (англ. Christiansted National Historic Site) — национальный исторический объект США на территории Американских Виргинских островов, расположенный на территории города Кристианстед. Создан — 4 марта 1952 года. Площадь — 0,11 км².

## Описание
Кристианстед — это пример колониального градостроительства на Американских Виргинских островах. Город был построен в 18-19 вв. в самом сердце Кристианстеда — столицы Датской Вест-Индии на острове Санта-Круз.
Объект состоит из 5 мест: Форт Кристианстед (1738 г.), Компании Датской Вест-Индии и Гвинеи (Danish West India & Guinea Company Warehouse), где Александр Гамильтон работал в молодости до эмиграции на американские колонии в 1749 году, Стипл билдингс (1753 г.), Датский традиционный дом (1844 г.) и Шкальный дом (1856 г.). Это также место, куда привезли африканских рабов на кораблях для работы на плантациях сахарного тростника.